# Brenda Withers
Brenda Withers é uma atriz e dramaturga estadunidense.

## Biografia
Withers cresceu em Long Island, Nova Iorque, e se formou na Dartmouth College em 2000. Ela é amiga de Mindy Kaling, que conheceu quando ambas estudavam juntos. Em 2001, elas coescreveram Matt & Ben, uma peça na qual Withers e Kaling estrelam como Matt Damon e Ben Affleck, respectivamente. O espectáculo estreou em 2002 no Festival Internacional Fringe de Nova Iorque, onde se tornou um sucesso surpreendente e ganhou o prêmio de "Melhor do Fringe". Em 2003, começou um trabalho off-Broadway, o que lhe rendeu várias críticas favoráveis, incluindo do The New Yorker. Em uma das produções, em uma cena em que Kaling deveria fingir um soco no rosto de Withers, ela acidentalmente aplicou muita força e quebrou o nariz dela. Withers teve que ir para o hospital, mas após um intervalo a peça retornou. Em 2006, ela apareceu no episódio "Booze Cruise" de The Office.
Withers também atuou nas produções teatrais Crimes of the Heart, The Philadelphia Story e Abundance.  Em 2011, sua peça The Ding Dongs or What is the Penalty in Portugal? estreou no Wellfleet Harbor Actors Theatre, onde era membra da companhia na época. Mais tarde, ela foi cofundadora da Harbor Stage Company, um teatro em Wellfleet, Massachusetts, que ajuda a administrar. Em 2016, sua peça The Kritik estreou lá.